# ایمنی‌شناسی عمومی
ایمنی‌شناسی عمومی کتابی از حسین میرشمسی است که در سال ۱۳۵۲ منتشر و برندهٔ جایزه کتاب سال سلطنتی شد.